# Francesco di San Lorenzo
Francesco di San Lorenzo, (in spagnolo: Francisco de San Lorenzo), al secolo Francisco Euba y Gorroño (Amorebieta, 25 luglio 1889 – Alcázar de San Juan, 26 luglio 1936), è stato un presbitero spagnolo dell'Ordine della Santissima Trinità. Venne fucilato dai repubblicani durante la guerra civile spagnola e venne beatificato come martire da papa Francesco nel 2013.

## Biografia
Francisco Euba y Gorroño nacque ad Amorebieta, provincia di Vizcaya (Spagna), il 25 luglio 1889 da Santiago Euba y Petronila Gorroño. Entrato, poi, nel Ordine della Santissima Trinità, nella città di Algorta il 1 agosto 1904. Fece la prima professione il 3 agosto 1905 e professò solennemente a Villanueva del Arzobispo (Jaen, nel Santuario della Madonna della Fuensanta, il 29 novembre 1908 e fu ordinato sacerdote a Jaén il 23 dicembre 1911.
Svolse lìncarico di vicario del convento di Alcázar de San Juan nel 1932 e vise in questo convento tutta la sua vita sacerdotale. Lìnsegnamento, la pratica del culto cattolico, l'aiuto ed il soccorso a tutti coloro che ne avevano bisogno erano impegni ed attività che occupavano tutti i suoi giorni. Il 26 luglio 1936, dopo di essere stato torturato durante la sua prigionia, venne fucilato dai repubblicani durante la guerra civile spagnola, insieme ai suoi compagni di comunità Ermenegildo dell'Assunta, Bonaventura di Santa Caterina, Placido di Gesù, Antonio di Gesù e Maria e Stefano di San Giuseppe.

## Culto
Il 13 ottobre 2013, a Tarragona, il cardinale Angelo Amato, prefetto della Congregazione per le Cause dei Santi, ha beatificato, su mandato di papa Francesco, 522 martiri spagnoli, uccisi "in odium fidei" durante la guerra civile spagnola. Tra questi il gruppo dei sei martiri dell'Ordine della Santissima Trinità e tra essi il sacerdote Francesco di San Lorenzo.
La Chiesa cattolica ha concesso la loro memoria liturgica il giorno 6 novembre. All'interno della chiesa della Santissima Trinità di Alcázar si trova la capella dove riposano le spoglie mortali di Francesco di San Lorenzo, insieme a quelle dei suoi compagni martiri trinitari e quelle del laico Álvaro Santos Cejudo.